# 무지개 (1972년 드라마)
《무지개》는 1972년 5월 11일부터 1972년 8월 24일까지 방영된 MBC 목요연속극이다.

## 출연진
- 장민호
- 송재호
- 김혜자
- 김용림
- 김미영
- 윤여정